# Lasius emarginatus
Espèce
Lasius emarginatus est une  espèce de fourmis de la sous-famille des Formicinae.

## Description, mode de vie

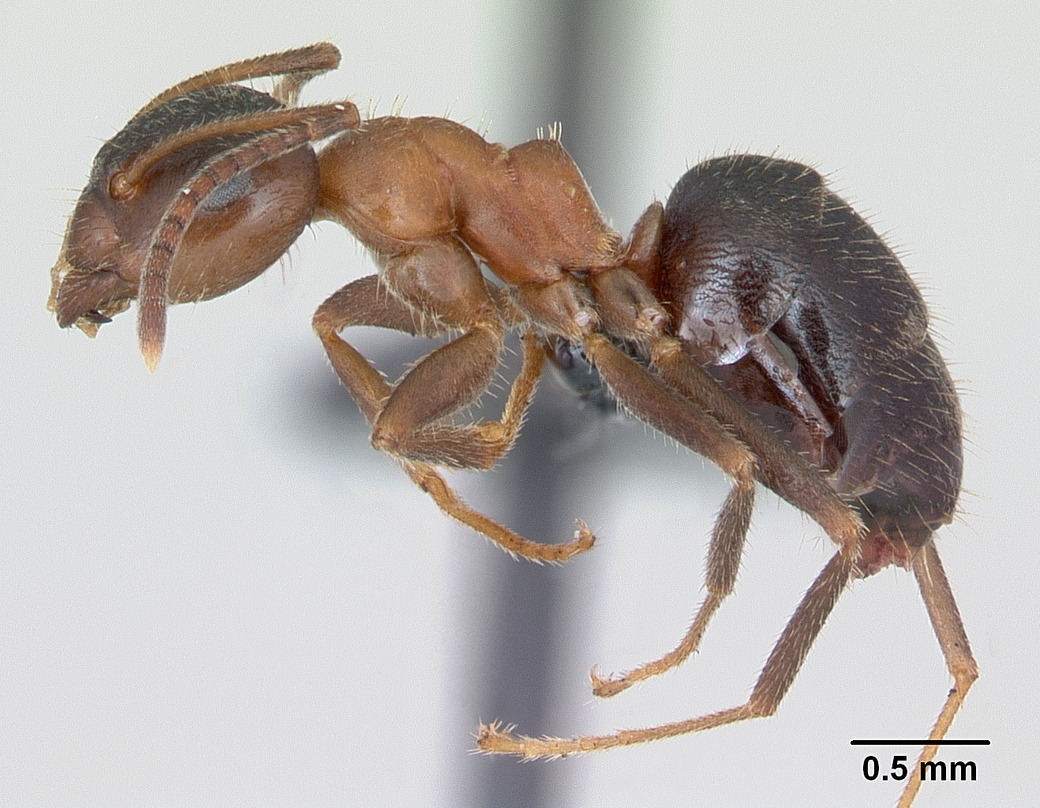
Lasius emarginatus, de profil

C'est une fourmi bicolore de taille petite à moyenne, de 4 à 5,5 mm pour les ouvrières , les mâles mesurent entre 5 et 7 mm et 9 mm environ pour la reine. La tête et le gastre sont brunâtres et le thorax roux. Quelques traces de pilosité. La longévité de la reine peut atteindre 20 ans mais pour les ouvrières, cela se limite à 3 ans. Cette fourmi a tendance à entrer dans les habitations. Le régime alimentaire des Lasius emarginatus est à dominante omnivore. Les colonies sont toutes monogynes (une reine par colonie). Elles font  des essaimages abondants en été. Les reines de cette espèce créent leurs colonies sans l'aide d'ouvrières.

## Habitat, alimentation
Leurs types d'habitat sont les rocailles, les formations rocheuses, les vieux murs, les talus, parfois les habitations humaines, de préférence à proximité d'un arbre ou de plantes car ces fourmis sont adeptes de l'élevage de pucerons afin de récolter/prélever le miellat que les pucerons sécrètent. Les fourmis provoquent cette sécrétion en utilisant leurs antennes de façon à chatouiller l'abdomen du puceron ce qui le force à sécréter sa précieuse substance. En contrepartie les fourmis protègent le puceron de ses prédateurs éventuels notamment les coccinelles. Ces fourmis ne sont pas agressives mais elles ne rechignent pas à attaquer un prédateur éventuel ou une autre colonie pour agrandir leur territoire de chasse et de récolte (la récolte chez les Lasius emarginatus consiste à récupérer toute nourriture ou objet pouvant servir à la colonie).